# 행정명령 8802호

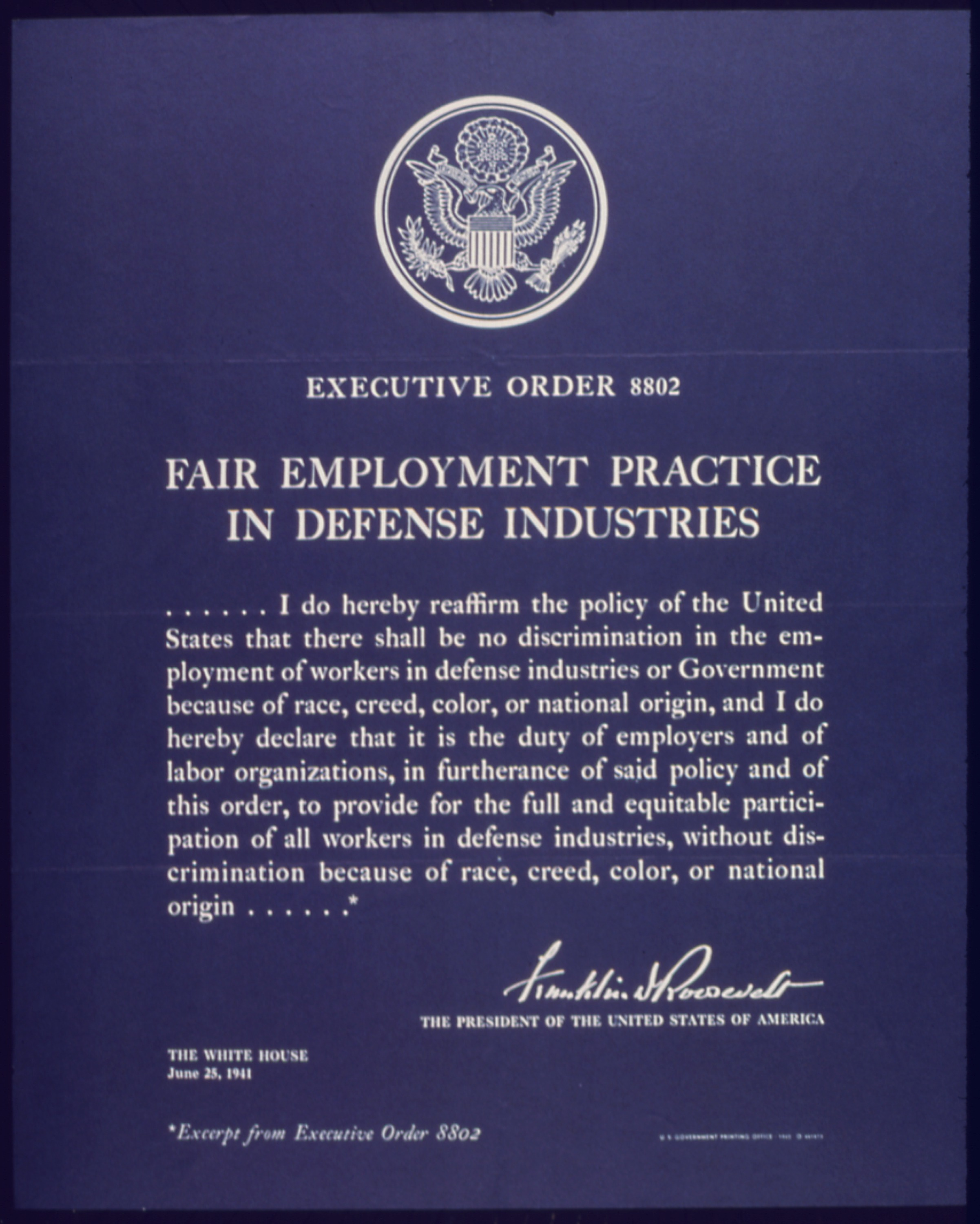
행정명령 8802호, 국방 산업의 공정 고용 관행

행정명령 8802호(영어: Executive Order 8802)는 프랭클린 D. 루스벨트 미국 대통령이 1941년 6월 25일에 서명한 행정명령이었다. 이 명령은 기업, 노동조합, 연방 기관을 포함한 미국의 국방 산업에서 인종 또는 민족 차별을 금지했다. 또한 공정고용관행위원회를 설치했다. 행정명령 8802호는 법은 아니지만, 미국에서 기회균등을 증진하고 고용 차별을 금지하기 위한 최초의 연방 조치였다. 이는 재건 시대 이후 최초의 행정 민권 지시였다.
명령과 함께 발표된 대통령 성명은 전쟁 노력을 언급하며 "국내의 민주적 생활 방식은 모든 집단의 도움과 지원이 있어야만 성공적으로 방어될 수 있다"고 말했으며, 차별 보고서를 인용했다.
국방 생산에 종사하는 산업에서 필요한 노동자들이 오직 인종, 신념, 피부색 또는 출신 국가에 대한 고려 때문에 차단되어 노동자들의 사기와 국가적 단결에 해를 끼쳤다는 증거가 있다.
이 명령은 1941년 7월 1일 워싱턴 D.C.에서 산업 및 군대 내 인종 차별에 항의하기 위한 행진을 계획했던 민권 및 노동 운동가 A. 필립 랜돌프, 월터 화이트 및 워싱턴 행진 운동에 관련된 다른 사람들의 압력에 대한 응답으로 발표되었다.

## 명령의 내용
명령의 전문은 다음과 같다.
미국은 모든 미국 시민이 인종, 신념, 피부색 또는 출신 국가에 관계없이 국방 프로그램에 전적으로 참여하도록 장려하는 정책을 가지고 있으며, 이는 국가 내의 민주적 생활 방식이 그 경계 내의 모든 집단의 도움과 지원이 있어야만 성공적으로 방어될 수 있다는 확고한 믿음에 기초한다; 그리고
국방 생산에 종사하는 산업에서 이용 가능하고 필요한 노동자들이 오직 인종, 신념, 피부색 또는 출신 국가에 대한 고려 때문에 고용에서 차단되어 노동자들의 사기와 국가적 단결에 해를 끼쳤다는 증거가 있다:

이제, 헌법과 법령에 의해 나에게 부여된 권한과 우리의 국방 생산 노력을 성공적으로 수행하기 위한 전제 조건으로서, 나는 국방 산업 또는 정부에서 인종, 신념, 피부색 또는 출신 국가 때문에 노동자 고용에 차별이 없어야 한다는 미국의 정책을 재확인하며, 고용주와 노동 단체는 해당 정책과 이 명령을 추진함에 있어 인종, 신념, 피부색 또는 출신 국가에 따른 차별 없이 국방 산업의 모든 노동자들이 완전하고 공평하게 참여하도록 해야 할 의무가 있음을 선언한다;

## 명령을 이끈 국방 산업의 차별
이 명령이 발표될 당시 미국은 아직 제2차 세계 대전에 공식적으로 참전하지 않았으며, 1941년 12월 진주만 공격 이후에야 참전할 것이었다. 그러나 미국은 이미 무기대여법을 통해 연합국에 보급하는 등 다른 수단으로 전쟁 노력에 참여하고 있었다. 미국의 보급자 역할과 전쟁에 공식적으로 참전하기 위한 미국의 증강된 준비는 미국의 경제를 대공황에서 벗어나게 하는 데 도움이 되었다.
그러나 전쟁의 경제적 이점은 백인 미국인들에게 불균형적으로 경험되었다. 실제로 1940년 4월에서 10월 사이에 백인 미국인의 실업률은 18%에서 13%로 급락했지만, 흑인 미국인의 실업률은 22%로 정체되었다. 분리가 여전히 합법적이었던 시대에 (분리를 위헌으로 간주한 대법원의 획기적인 판례인 브라운 대 토피카 교육위원회 재판은 1954년에야 발표될 예정이었다), 흑인 노동자들은 심각한 노동력 부족에도 불구하고 일할 수 없었다. 실제로 미국 고용 서비스(USES)가 실시한 설문조사에 포함된 방위 산업 기업의 절반 미만이 흑인 노동자를 고용하고 싶지 않다고 밝혔다.
고용 격차는 흑인과 백인 개인 간의 직무 역량 차이로 완전히 설명될 수 없었다. 노스 아메리칸 항공사의 사장은 "훈련과 관계없이 항공기 노동자나 정비사로 그들을 고용하는 것은 회사 정책에 어긋난다"고 밝혔다. 전미 도시 연맹의 레스터 그랜저는 흑인 전기 기술자, 목수, 시멘트 노동자들이 공석을 채우는 것이 금지되었다고 설명했다.

## 민권 운동가들의 옹호와 루스벨트 행정부와의 협상
대규모 흑인 철도 노동자 조합의 지도자인 A. 필립 랜돌프는 국방 산업 고용에서 흑인 노동자들에 대한 차별에 우려를 표명했다. 나중에 더블 V 캠페인에 밀접하게 관여하게 될 신문인 피츠버그 쿠리어의 1940년 판에서 랜돌프는 흑인 미국인들에게 "자신의 나라를 위해 일하고 싸울" 권리를 요구했다.
1941년 1월, 랜돌프는 워싱턴 행진 운동(MOWM)을 결성했다. 이 운동의 첫 번째 목표는 군대 및 국방 산업의 인종 차별에 항의하기 위해 링컨 기념관에 10,000명의 흑인 미국인을 모이게 하는 것이었다. 나중에 행진의 목표 규모는 100,000명의 흑인 미국인 행진으로 10배 증가했다. MOWM의 다른 흑인 지도자로는 전미 유색인 지위 향상 협회 비서인 월터 화이트, 전미 도시 연맹 지도자인 T. 아놀드 힐, 흑인 여성 전국 협의회 지도자인 메리 매클라우드 베쑨 등이 있었다.
MOWM의 예정된 날짜가 다가오자, 루스벨트 행정부는 MOWM 지도자들과 협상하기 위해 서둘렀다. 영부인 엘리너 루스벨트는 랜돌프에게 계획된 행진이 "심각한 실수"라고 명시한 편지를 보냈지만, 랜돌프로부터는 아무런 답이 없었다. 루스벨트 행정부의 다른 구성원들은 국방 산업 공장들에게 흑인 노동자들에 대한 차별을 중단할 것을 촉구했지만, 랜돌프는 행정명령이 발표될 때만 행진을 취소할 것이라고 밝혔다.
행진을 막기 위해 안달이 난 루스벨트는 뉴 딜러 오브리 윌리엄스와 노동 전문가 안나 M. 로젠버그의 도움을 요청했다. 그들은 MOWM 지도자들과 루스벨트가 백악관에서 만나는 것을 조직하는 데 도움을 주었다. 6월 18일 (계획된 행진 불과 2주 전) 열린 회의는 곧 교착 상태에 빠졌다. 랜돌프의 행정명령 요구에 대해 루스벨트는 다음과 같이 답했다:
| “ | 음, 필, 내가 그렇게 할 수 없다는 것을 알잖아. 내가 너를 위해 행정명령을 내리면, 다른 집단들도 여기 와서 자신들을 위해 행정명령을 내려달라고 요청하는 끝이 없을 거야. | ” |

반면 MOWM 지도자들은 행정명령보다 낮은 어떤 조치에도 만족하기를 거부했다. 결국, 루스벨트 행정부는 승낙했다. 뉴욕과 워싱턴에서 일련의 회의를 통해 명령 초안이 작성되었다. 이 회의에는 랜돌프와 화이트가 윌리엄스, 로젠버그, 뉴욕 시장 피오렐로 라과디아와 논의하는 과정이 포함되었다. 명령은 조지프 라우가 초안을 작성했다.
워싱턴 행진은 1941년 6월 25일 행정명령 8802호가 발표된 후 중단되었다.

## 시행 및 역사

전쟁인력위원회의 FDR 행정명령 8802호 인용 포스터

### 공정고용관행위원회 (FEPC)
이 명령은 미국 국방생산국 내에 대통령의 공정고용관행위원회 (FEPC)를 설립했는데, 이 위원회는 미국이 제2차 세계 대전에 참전하기 전 국방력 증강에서 정부 계약을 중앙 집중화하기 위한 것이었다. FEPC는 산업에 차별 금지 요건을 교육하고, 주장된 위반을 조사하며, "유효하다고 판단되는 불만을 해결하기 위한 적절한 조치를 취한다." 또한 이 위원회는 연방 기관과 대통령에게 행정명령 8802호를 가장 효과적으로 만들 수 있는 방법에 대한 권고를 할 예정이었다.
그러나 FEPC는 작은 규모와 제한된 자금으로 인해 제약이 있었는데, 초기 직원은 11명이었고 예산은 80,000달러였다. FEPC가 직면한 도전에 대한 더 자세한 내용은 전용 위키백과 문서("같이 보기" 섹션 참조)에서 다루고 있다.

### 국방 및 국방 산업 내 차별에 대한 후속 연방 조치
행정명령 8802호는 전쟁 기간 동안 여러 차례 수정되었다. 미국이 전쟁에 참전한 후, FEPC는 행정명령 9040호에 따라 설립된 전시 생산 위원회 산하에 놓였다.
1943년 5월, 행정명령 9346호가 발표되어 FEPC의 적용 범위를 일반 정부 프로그램을 수행하는 연방 기관으로 확대하고 독립적인 지위를 회복시켰다. 제2차 세계 대전이 끝난 후, 위원회는 1945년 7월 17일에 법령에 따라 해체되었다.
행정명령 8802호는 국방 산업 고용의 차별을 다루었지만, 정부는 1948년 해리 S. 트루먼 대통령이 행정명령 9981호를 발표할 때까지 군대의 분리를 종식시키지 않았다. 몇 년 후 의회에서 통과된 1964년 민권법 제7장과 1965년의 행정명령 11246호는 고용 및 공공 시설에서의 차별을 금지했다.

## 다른 인종에 대한 영향

### 이탈리아계 및 독일계 미국인
이탈리아계 또는 독일계 민족의 많은 시민들은 제2차 세계 대전으로 인해 부정적인 영향을 받았으며, 루스벨트 행정부는 이는 사기를 저하시켜 전쟁 노력을 방해할 수 있다고 우려했다. 실제로 일부 정부 관리들은 이러한 민족 차별이 흑인 미국인에 대한 차별보다 더 시급하다고 여겼다.

### 멕시코계 미국인
멕시코계 미국인들은 직장과 대중교통에서 차별을 받았고, 종종 개만도 못한 취급을 받았다. 행정명령 8802호는 “인종, 신념, 피부색 또는 출신 국가”를 기반으로 한 국방 산업 내 차별을 불법화했다. 행정명령 8802호는 공정고용관행위원회(FEPC)를 설립했다. 이는 아프리카계 미국인들이 공정한 고용을 받을 수 있도록 보장했지만, 라틴 아메리카 국가들에 대한 미국의 외교 정책 때문에 멕시코계 미국인들에게는 종종 동일한 보호를 제공하지 못했다. 예를 들어, FEPC는 차별 혐의를 논의하기 위해 공개 청문회를 개최해야 했지만, 멕시코계 미국인에 의한 혐의 사건이 예정되어 있을 때 공개 청문회를 마지막 순간에 취소하는 경우가 많았는데, 대규모 차별에 대한 대중의 인식이 선린 정책을 위태롭게 할 것을 우려했기 때문이다. 또한 브라세로 프로그램에서도 직장 내 차별이 발생했지만, 비슷한 이유로 우려가 무시되었다. 2세대 멕시코계 미국인들은 직장 내 불만을 표출하는 데 더 적극적이었고, 광범위한 차별에 대한 해결책으로 노동조합 가입에 더 수용적이라는 평판을 얻었다.

## 같이 보기
- 공정고용관행위원회
- 워싱턴 행진 운동
- 행정명령 9981호
- 행정명령